# Masore
Masore (ou Massore, Masoro) est un village du Cameroun, situé dans la Région du Sud-Ouest, le département du Ndian, l'arrondissement d'Ekondo-Titi.

## Population
La localité comptait 238 habitants en 1953, 232 en 1968-1969 et 341 en 1972, principalement des Balue.
Lors du recensement de 1987, on y a dénombré 238 personnes. Masore n'apparaît pas dans les données du recensement 2005.
Une étude locale de 2011 chiffre la population à 950 habitants.